# 500 Milhas de Indianápolis de 2001
As 500 Milhas de Indianápolis de 2001 foi a 85ª edição da prova e a quarta prova da temporada. A prova aconteceu no Indianapolis Motor Speedway, e o vencedor foi o piloto brasileiro Hélio Castroneves, da equipe Penske (que voltava a disputar a corrida após 5 edições, entre 1996 e 2000), fazendo uma dobradinha com Gil de Ferran. Foi também a segunda vitória consecutiva de um estreante nas 500 Milhas, feito que não ocorria desde 1914.
O também brasileiro Bruno Junqueira (Chip Ganassi Racing) foi o segundo melhor novato da prova, terminando em 5° lugar.

## Grid de largada
| Fila | Abre a fila           | Meio da fila          | Fecha a fila        |
| ---- | --------------------- | --------------------- | ------------------- |
| 1    | Scott Sharp           | Greg Ray              | Robby Gordon        |
| 2    | Mark Dismore          | Gil de Ferran         | Arie Luyendyk (V)   |
| 3    | Tony Stewart          | Jeff Ward             | Robbie Buhl         |
| 4    | Buddy Lazier (V)      | Hélio Castroneves (R) | Jimmy Vasser        |
| 5    | Sam Hornish, Jr.      | Robby McGehee         | Sarah Fisher        |
| 6    | Scott Goodyear        | Jaques Lazier         | Jon Herb (R)        |
| 7    | Al Unser, Jr. (V)     | Bruno Junqueira (R)   | Michael Andretti    |
| 8    | Nicolas Minassian (R) | Jeret Schroeder       | Buzz Calkins        |
| 9    | Eddie Cheever (V)     | Davey Hamilton        | Donnie Beechler     |
| 10   | Eliseo Salazar        | Stéphan Grégoire      | Airton Daré         |
| 11   | Cory Witherill (R)    | Billy Boat            | Felipe Giaffone (R) |

### Reservas
- Primeiro reserva:  Shigeaki Hattori (#55)
- Segundo reserva:  Memo Gidley (#37, Brayton Engineering)

### Não-classificados
- #04  Roberto Guerrero (Dick Simon Racing)
- #32  Didier André (Galles Racing)
- #94  Stan Wattles (Hemelgarn Racing)
- #60  Tyce Carlson (Tri-Star Motorsports)
- #30  Jimmy Kite (McCormack Motorsports)
- #25  Casey Mears (Galles Racing)
- #27  Jim Guthrie (Blueprint Racing)
- #61  Steve Knapp (Brayton Engineering)
- #81  John Paul Jr. (Zali Racing)
- #90  Lyn St. James (Dick Simon Racing)

## Resultados

### Corrida
| Pos final | Pos inicial | N.º | Nome                  | Qual    | Rank | Voltas | Led | Posição              |
| --------- | ----------- | --- | --------------------- | ------- | ---- | ------ | --- | -------------------- |
| 1         | 11          | 68  | Hélio Castroneves (R) | 224.142 | 13   | 200    | 52  | Corrida              |
| 2         | 5           | 66  | Gil de Ferran         | 224.406 | 6    | 200    | 27  | Corrida              |
| 3         | 21          | 39  | Michael Andretti      | 223.441 | 16   | 200    | 16  | Corrida              |
| 4         | 12          | 44  | Jimmy Vasser          | 223.455 | 15   | 200    | 0   | Corrida              |
| 5         | 20          | 50  | Bruno Junqueira (R)   | 224.209 | 11   | 200    | 0   | Corrida              |
| 6         | 7           | 33  | Tony Stewart          | 224.248 | 8    | 200    | 13  | Corrida              |
| 7         | 28          | 14  | Eliseo Salazar        | 223.740 | 14   | 199    | 0   | Corrida              |
| 8         | 30          | 88  | Airton Daré           | 222.236 | 25   | 199    | 0   | Corrida              |
| 9         | 32          | 98  | Billy Boat            | 221.528 | 33   | 199    | 0   | Corrida              |
| 10        | 33          | 21  | Felipe Giaffone (R)   | 221.879 | 29   | 199    | 0   | Corrida              |
| 11        | 14          | 10  | Robby McGehee         | 222.607 | 21   | 199    | 0   | Corrida              |
| 12        | 24          | 12  | Buzz Calkins          | 222.467 | 24   | 198    | 0   | Corrida              |
| 13        | 6           | 5   | Arie Luyendyk (V)     | 224.257 | 7    | 198    | 1   | Corrida              |
| 14        | 13          | 4   | Sam Hornish, Jr.      | 223.333 | 17   | 196    | 0   | Corrida              |
| 15        | 9           | 24  | Robbie Buhl           | 224.213 | 10   | 196    | 0   | Corrida              |
| 16        | 4           | 28  | Mark Dismore          | 224.964 | 4    | 195    | 29  | Corrida              |
| 17        | 2           | 2   | Greg Ray              | 225.194 | 2    | 192    | 40  | Corrida              |
| 18        | 10          | 91  | Buddy Lazier (V)      | 224.190 | 12   | 192    | 0   | Corrida              |
| 19        | 31          | 16  | Cory Witherill (R)    | 221.621 | 31   | 187    | 0   | Corrida              |
| 20        | 23          | 9   | Jeret Schroeder       | 222.785 | 20   | 187    | 0   | Corrida              |
| 21        | 3           | 41  | Robby Gordon          | 224.994 | 3    | 184    | 22  | Corrida              |
| 22        | 17          | 77  | Jaques Lazier         | 222.145 | 27   | 183    | 0   | Corrida              |
| 23        | 26          | 99  | Davey Hamilton        | 221.696 | 30   | 182    | 0   | Motor                |
| 24        | 8           | 35  | Jeff Ward             | 224.222 | 9    | 168    | 0   | Corrida              |
| 25        | 27          | 84  | Donnie Beechler       | 224.449 | 5    | 160    | 0   | Corrida              |
| 26        | 25          | 51  | Eddie Cheever (V)     | 222.152 | 26   | 108    | 0   | Problema eletrônico  |
| 27        | 18          | 6   | Jon Herb (R)          | 222.015 | 28   | 104    | 0   | Acidente             |
| 28        | 29          | 36  | Stéphan Grégoire      | 222.888 | 19   | 86     | 0   | Óleo                 |
| 29        | 22          | 49  | Nicolas Minassian (R) | 223.006 | 18   | 74     | 0   | Caixa de velocidades |
| 30        | 19          | 3   | Al Unser, Jr. (V)     | 221.615 | 32   | 16     | 0   | Acidente             |
| 31        | 15          | 15  | Sarah Fisher          | 222.548 | 22   | 7      | 0   | Acidente             |
| 32        | 16          | 52  | Scott Goodyear        | 222.529 | 23   | 7      | 0   | Acidente             |
| 33        | 1           | 8   | Scott Sharp           | 226.037 | 1    | 0      | 0   | Acidente             |

(V) = vencedor da Indy 500; (R) = Rookie da Indy 500